# Francesco Salata
Francesco Salata (Osor, isla de Lussinpiccolo; 27 de septiembre de 1876-10 de marzo de 1944) fue un político, diplomático, historiador y escritor italiano. Fue embajador de Italia en Austria del 7 de agosto de 1936 al 27 de octubre de 1937 y senador del Reino de Italia del 4 de diciembre de 1920 al 5 de agosto de 1943.
Salata fue un irredentista italiano, aunque tenía un enfoque más legalista que otros contemporáneos, además de ser más liberal. Fue criticado y atacado por los fascistas, aunque, después de que tomaron el poder, fue empleado por el gobierno fascista y escribió libros en favor de la política fascista. Muy aficionado a Istria, su tierra natal, Salata se opuso a la eslavicización llevada a cabo por sacerdotes croatas en Istria, Carnaro y Dalmacia. Acusó al clero esloveno y nacionalista croata de llevar a cabo la eslavicización de Istria y Carnaro. Salata defendió la idea de que Dalmacia, Istria y Carnaro sería, históricamente, tierras italianas.

## Biografía
Salata se convirtió en un irredentista en su juventud, arriesgándose a ser expulsado de todas las escuelas del imperio austríaco por sus sentimientos. Participa en conferencias de la sociedad italiana de arqueología en Istria (Società istriana di archeologia e storia patria). En 1915 se fue a Roma por razones administrativas, pero decidió quedarse para defender su causa de la entrada de Italia en la guerra. Colaboró con Italia en la Primera Guerra Mundial. Debido a esto, los austriacos encarcelaron a su esposa Ilda Mizzan y a su hija María. Su esposa murió pocos años después del fin del conflicto de las consecuencias de su encarcelamiento.
Salata subió al poder, políticamente, en Italia, mientras que al mismo tiempo era muy apreciado entre los intelectuales. Además de político, fue historiador y autor. Posteriormente publicó varios libros y ensayos en apoyo del fascismo.
Él siempre contó con el fuerte apoyo del primer ministro Nitti, y también fue apoyado por Giovanni Giolitti, quien lo empleó en las negociaciones que llevaron a la firma del tratado de Rapallo en 1920.
Inicialmente fue atacado por los fascistas, quienes incluso atacaron el auto en el que viajaba con su hija María durante una visita a Trento. Sin embargo, publicó libros y ensayos sobre Italia y patriotismo que fueron bien recibido por los fascistas. Salata obtuvo el carnet del Partido Fascista ad honorem en 1929, con motivo de su discurso en Pisino (Pazin), y fue suscrito a la Unión Nacional Fascista del Senado (Unione nazionale fascista del Senato).
Salata se convirtió en senador italiano el 4 de diciembre de 1920, y permaneció como senador durante casi 23 años, hasta 1943. Además, en 1936 se convirtió en embajador de Italia en Austria, donde había sido invitado en 1934 para trabajar en la creación del Istituto Italiano di Cultura, y, a pesar de sus ideas irredentistas, todavía se le tenía en alta estima.
Para apoyar las políticas agresivas de Italia, publicó Il nodo di Gibuti: storia diplomatica su documenti inediti (1939), y Nizza fra Garibaldi e Cavour: un discorso non pronunciato e altri documenti inediti (en Storia e politica internazionale, rassegna trimestrale) en 1940. En 1943 fue nombrado presidente de la Comisión de Asuntos Exteriores del Senado.

## Premios
- Comendador de la Orden de la Corona
- Gran Oficial de la Orden de la Corona
- Comendador de la Orden de los Santos Mauricio y Lázaro
- Caballero de la Orden de la Corona
- Gran Oficial de la Orden de los Santos Mauricio y Lázaro